# Повернення резидента
«Повернення резидента» (рос. «Возвращение резидента») — російський радянський двосерійний художній фільм. Третій фільм тетралогії про резидента Тульєва.

## Сюжет
Радянський розвідник Михайло Тульєв, в минулому резидент закордонного розвідувального центру, переправив до Москви секретний план великої диверсійної операції проти СРСР під кодовою назвою «Карта». Західні розвідслужби проявляють інтерес до академіка Несторова, чиї роботи мають важливе оборонне значення. До СРСР засилаються агенти розвідцентру. Двох з них, що видавали себе за альпіністів, заарештували при переході державного кордону. Третьому, Брокмену, що прибув під виглядом туриста на круїзному теплоході до Ялти, вдалось зникнути і оселитись у Загірську в хаті Стачевської. Під час роботи на заході Тульєву вдалось з'ясувати місцезнаходження Гаффмана, гітлерівського злочинця, якого заочно засудили до смертної кари, та допомагає його заарештувати. Також Тульєву стає відомо, що смерть його батька не була випадковою та виходить на слід вбивці. На Тульєва вчиняється замах, тож керівництво КДБ вирішує відкликати свого агента до СРСР.

## У ролях
- Георгій Жженов
- Петро Вельямінов
- Рогволд Суховерко
- Леонід Бронєвой
- Борис Сморчков